# Permie
Ne doit pas être confondu avec Permis.
1323–1505

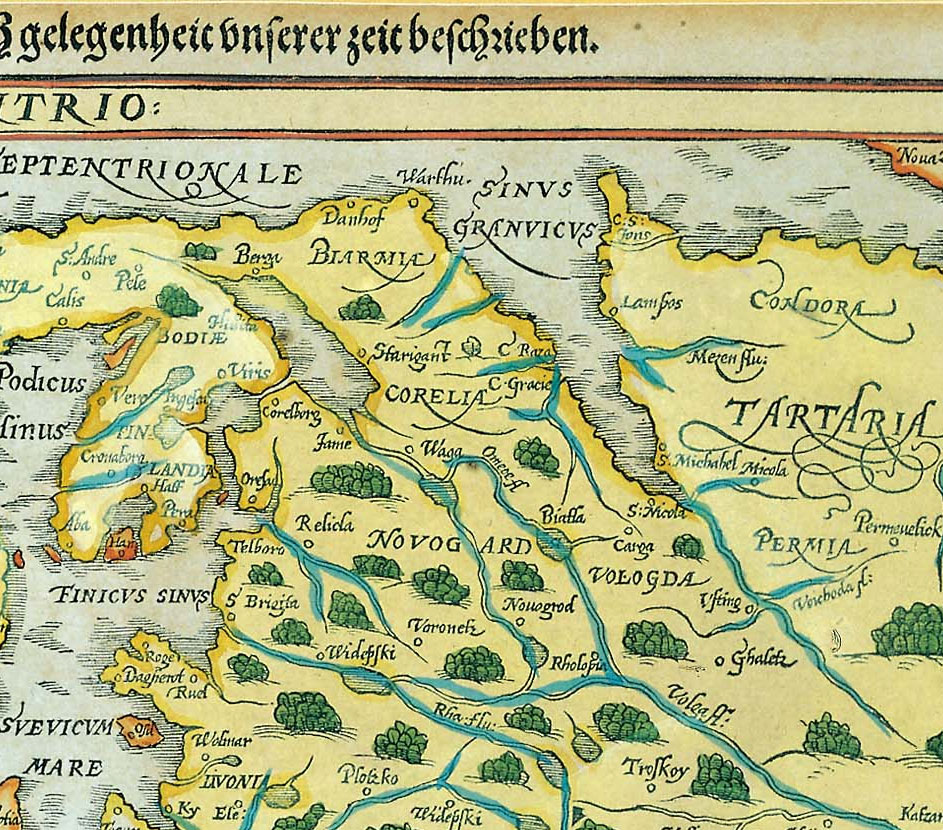
Carte du nord de la Russie incluant la Permie, Gérard Mercator Amsterdam, 1595

La Permie ou Principauté de Grande Perm ou  (en russe : Великая Пермия, Velikaïa Permiia), est un État médiéval des Komis, sur le territoire de l'actuel kraï de Perm, en Russie. Fondé en 1323, il disparut en 1505.

La relation entre la Permie et la Biarmie des sagas norroises a fait l'objet de nombreuses spéculations, mais demeure incertaine à ce jour.
La Moscovie s'en empara en 1472 et déposa les princes locaux en 1505.
Au XVIIIe siècle, la région, qui s'appelait Haute-Kama, fut gouvernée par les Stroganoff.

## Historique
La Principauté de Grande Perm est devenue une entité féodale Komi-Permyak distincte aux XIVe et XVe siècles en raison de l'affaiblissement de la République de Novgorod.
La principauté était située dans la région de Haute Kama et entretenait des liens étroits avec la principauté voisine de Perm de Vytchegda (également connue sous le nom de Perm Mineur). Les deux États de Perm avaient rendu allégeance à la République de Novgorod depuis les IXe ou Xe siècles. Perm de Vytchegda a été christianisée par Étienne de Perm au XIVe siècle et subjuguée par la suite par la Moscovie. En 1451, une maison de princes de Perm prit le contrôle des deux territoires en tant que vassaux de Moscou, avec les titres de princes Vymsky et de princes Velikopermsky. En effet bien qu'ayant été christianisée peu après Perm de Vychegda, la Grande Perm jouissait d'une plus grande indépendance, positionnée entre trois puissances : Moscou, Novgorod et Kazan. Enfin, en 1472, une armée de vassaux de Moscou avec les princes Vymsky parmi eux conquit la Grande Perm et captura leur frère le prince Mikhail Velikopermsky. Néanmoins, ce dernier revint bientôt de Moscou comme gouverneur et gouverna son domaine à vie. Son fils Matthieu Velikopermsky a finalement été déposé par le Grand Prince de Moscou en 1505.